# 濟圖納區

37°00′00″N 6°24′00″E / 37.0000°N 6.4000°E
濟圖納區（阿拉伯语：‎），是阿爾及利亞的行政區，位於該國東北部，由斯基克達省負責管轄，首府設於濟圖納，面積213平方公里，1998年人口26,093人，人口密度每平方公里120人。